# 迈克尔·艾普特
迈克尔·戴维·艾普特，CMG，（1941年2月10日—2021年1月7日，英国导演、制片人、编剧和演员。代表作品有纪录片《人生七年》、詹姆斯·邦德电影《黑日危机》、奥斯卡金像奖最佳影片提名作品《矿工的女儿》及金球奖、奥斯卡金像奖提名作品《大地的女兒》。
1992年到1994年，艾普特前往中国拍摄纪录片《移山》，纪录六四事件学运领袖的生活。
2003年6月29日当选美国导演工会主席后，回归电视剧事业，执导电视剧《罗马》。2006年电影《奇异恩典》当选多伦多国际电影节闭幕影片。2008年生日获圣米迦勒及圣乔治勋章。
2021年1月7日家中離世。